# Sehlde (Elze)
Sehlde ist ein südwestlicher Ortsteil der Stadt Elze im niedersächsischen Landkreis Hildesheim.

## Geografie

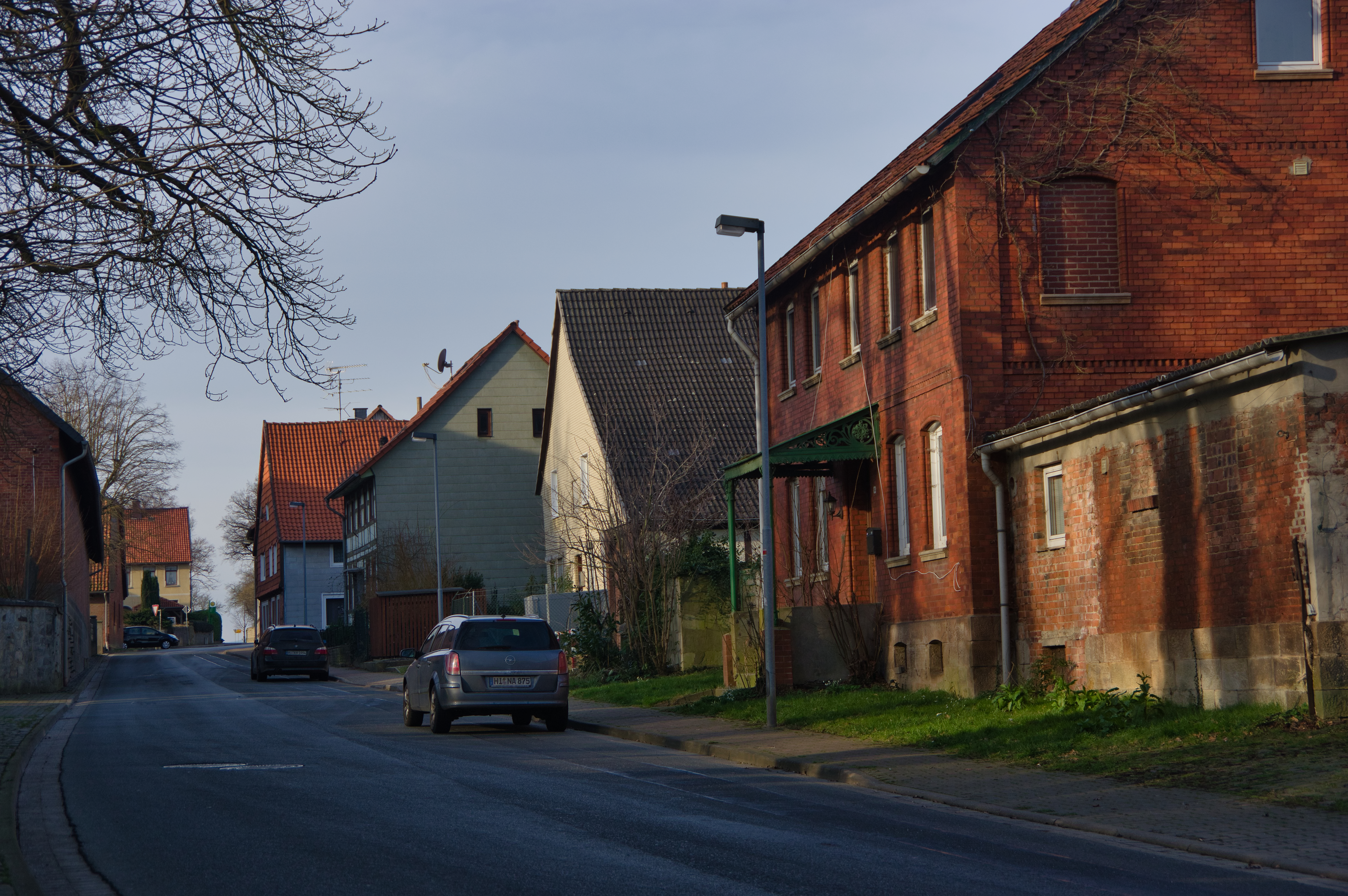
Die Wellbornstraße in Sehlde

Sehlde liegt etwas abseits zwischen den Bundesstraßen B 1 und B 3.

## Geschichte

### Ersterwähnung, Eingemeindungen
Erste urkundliche Erwähnung fand Sehlde um 1300 in Dokumenten der Bock von Nordholz, worin deren Besitz in Sehlde festgehalten wurde.
Durch die Gebietsreform in Niedersachsen wurde Sehlde am 1. März 1974 einer von sieben Ortsteilen der Stadt Elze.

### Einwohnerentwicklung
| Jahr | Einwohner | Quelle |
| ---- | --------- | ------ |
| 1910 | 391       | [ 3 ]  |
| 1925 | 890       | [ 4 ]  |
| 1933 | 349       | [ 4 ]  |
| 1939 | 319       | [ 4 ]  |
| 1950 | 748       | [ 5 ]  |
| 1956 | 610       | [ 5 ]  |
| 1973 | 544       | [ 6 ]  |
| 2018 | 456       | [ 1 ]  |
| 2024 | 433       | [ 1 ]  |

|  |

## Politik

### Stadtrat und Bürgermeister
Sehlde wird auf kommunaler Ebene vom Rat der Stadt Elze vertreten.

### Ortsvorsteher
Die Ortsvorsteherin von Sehlde ist Carina Borchardt. Ihr Stellvertreter ist Dirk Garve.

### Wappen
Der Gemeinde wurde das Kommunalwappen am 28. September 1938 durch den Oberpräsidenten der Provinz Hannover verliehen. Der Landrat aus Alfeld überreichte es am 3. März 1939.
| Wappen von Sehlde | Blasonierung: „In Rot ein goldenes Cheruskergefäß (sogenannte Situla) des 1. Jahrhunderts nach der Zeitenwende.“ |
| Wappen von Sehlde | Wappenbegründung: Im Anschluss an das Wappen der in Sehlde einst ansässigen Familie „von Grapendorf“, das einen mittelalterlichen Topf zeigt, ist das Gemeindewappen von Sehlde gestaltet; nur erkor sich die Gemeinde jetzt dieses schöne cheruskische Gefäß, das beim Bau der Wasserleitung des Dorfes gefunden wurde, zum Wappensymbol. |

## Kultur und Sehenswürdigkeiten
Im Mittelpunkt des Ortes steht die Liebfrauenkirche. Die Kirche wurde um 1300 erbaut und wesentlich 1770 umgebaut. Nördlich und südlich der Kirche befindet sich ein denkmalgeschützter Friedhof.